# Kaspar Klaffke
Kaspar Klaffke (* 10. Mai 1937 in Berlin) ist ein deutscher Gärtner, Landschaftsarchitekt, Raumplaner und Hochschullehrer.

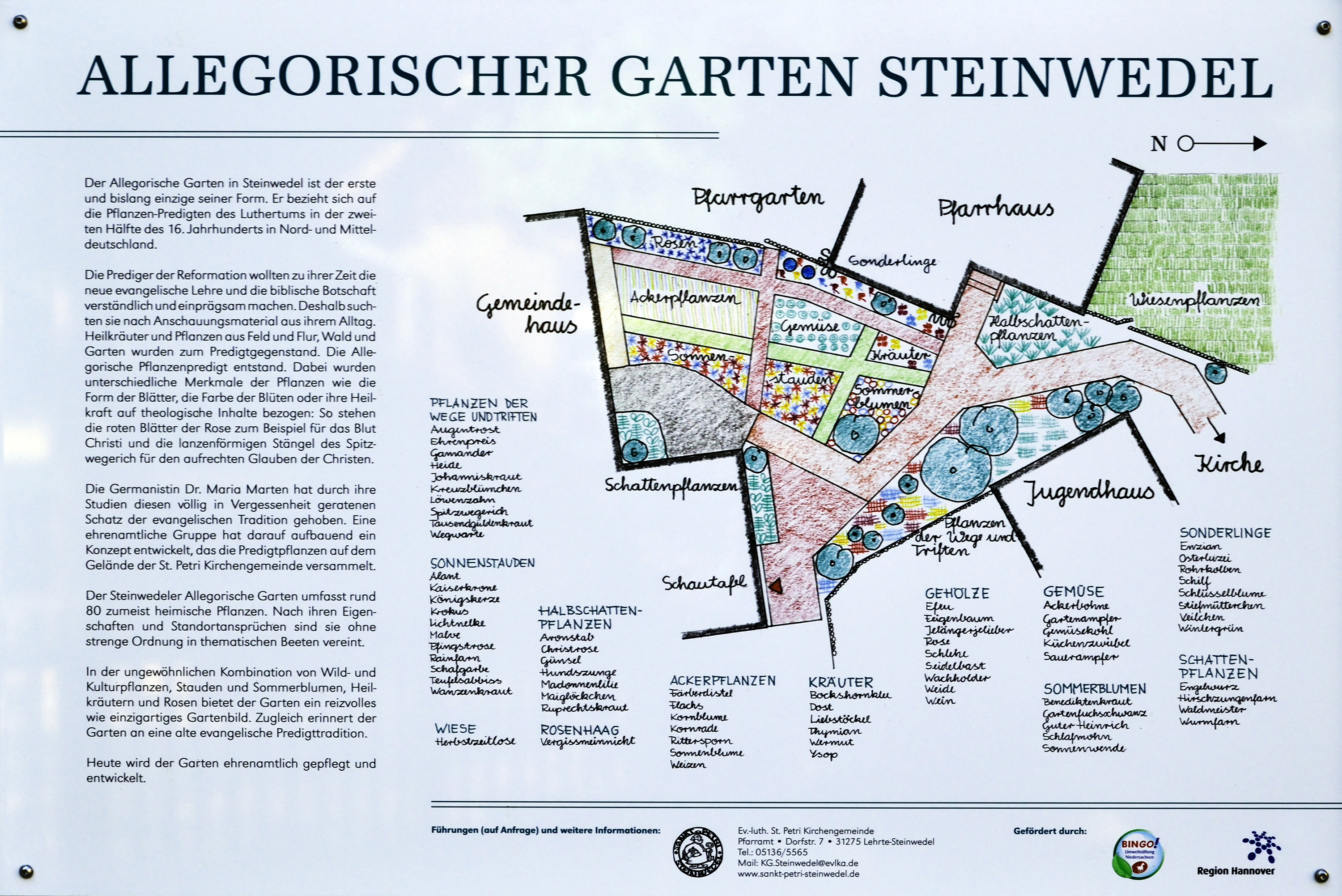
Allegorischer Garten an der St.-Petri-Kirche in Steinwedel – von Gesa Klaffke-Lobsien und Kasper Klaffke geplant

## Leben
Kaspar Klaffke wurde in Berlin-Lichterfelde geboren als viertes von sieben Kindern des Verlagskaufmanns Bernhard Wilhelm Fritz Klaffke und der Hausfrau Anna Therese Helene Käte Klaffke, geborene Meuschke. Mitten im Zweiten Weltkrieg auf einer Volksschule in Leipzig eingeschult, wurde Kaspar Klaffke im Jahr 1944 dann an der Volksschule in Kempen im damaligen Warthegau unterrichtet. 1945 und bis kurz nach dem Kriegsende im Jahr 1946 besuchte Klaffke eine Schule in Berlin-Zehlendorf, bevor er von 1946 bis 1948 dann in Braunschweig weiter unterrichtet wurde. Schließlich konnte er 1948 an das dortige altsprachlich-humanistische Wilhelm-Gymnasium wechseln, wo er 1957 sein Abitur ablegte.
Ab 1957 durchlief Kaspar Klaffke zunächst eine Gärtnerlehre in der braunschweigischen Ausbildungsgärtnerei Richard Oberg und bestand 1959 seine Gehilfenprüfung vor der Landwirtschaftskammer Hannover. Im selben Jahr begann er sein Studium der Garten- und Landschaftsgestaltung an der Fakultät für Gartenbau und Landeskultur der Technischen Hochschule Hannover. Dort erhielt er – nachdem er studienbegleitend verschiedene Tätigkeiten auch an anderen Orten ausgeübt hatte – 1965 für seine Arbeit Landespflegerische Gesichtspunkte zur Entwicklung des Nahbereichs Groß-Düngen den Titel als Diplomgärtner verliehen.
1965 bis 1969 arbeitete Klaffke unter den Professoren Wilhelm Wortmann und Clemens Geißler als Angestellter am Institut für Städtebau, Wohnungswesen und Landesplanung für die Arbeitsgruppe Standortforschung. In diesen Zeitraum heiratete er 1967 Gertrud Gesa Hanna Lobsien, mit der er später Vater zweier Söhne und Großvater von vier Enkelkindern wurde.
Schließlich schrieb Kaspar Klaffke am 5. Dezember 1968 seine Dissertation unter dem Titel Schulstandort und Schulregion. Merkmale des Besuchs allgemeiner Schulen. Folgerungen für die regionale Schulplanung. In der Folge wurde ihm der Titel eines Doktors der Gartenbauwissenschaften Dr. rer. hort. verliehen.
Nach seiner Promotion erhielt Klaffke eine Anstellung als Grünplaner bei der Stadt Braunschweig, von der er 1976 die Leitung des Stadtgarten- und Friedhofsamtes übernahm. Ab 1979 übernahm er zudem zahlreiche Nebentätigkeiten und Ehrenämter.
Ab 1982 und bis zu seinem Ruhestand im Jahr 2002 wirkte Kaspar Klaffke dann in Hannover als Leiter des städtischen Grünflächenamts. In dieser Funktion konnte durch die Gestaltung der Grünflächen das Bild der niedersächsischen Landeshauptstadt nicht nur für die Weltausstellung Expo 2000 wesentlich mitgestalten. Klaffke engagierte sich für den Erhalt und die Restaurierung des Maschparks, konnte mit Expo-Geldern für die „Stadt als Garten“ aber auch Stadtteilparks in Ahlem und Vahrenwald herrichten sowie Friedhöfe oder beispielsweise die Landschaftsräume am Kronsberg. Mit seiner Ehefrau, mit der er um 1990 die Aktion „Offene Pforte“ initiierte, bei der Pflanzenfreunde ihre privaten Gärten der Öffentlichkeit präsentieren, schrieb Klaffke zudem zwei Bücher über Gärten, Parks und Landschaften in der Stadt und der Region Hannover.
Ebenfalls 2002 wurde er mit der Verleihung des Preises Goldener Ginkgo durch die Deutschen Gartenbau-Gesellschaft 1822 geehrt. Im selben Jahr übernahm Klaffke das Amt des Präsidenten der Deutschen Gesellschaft für Gartenkunst und Landschaftskultur (DGGL), ein Amt, das er bis 2008 innehatte.

## Schriften (Auswahl)
- Schulstandort und Schulregion. Merkmale des Besuchs allgemeiner Schulen. Folgerungen für die regionale Schulplanung (=  	Schriftenreihe der Arbeitsgruppe Standortforschung, Technische Universität Hannover, Bd. 5), Dissertation 1968 an der Fakultät für Gartenbau und Landschaftsarchitektur der TU Hannover, Hannover: Jänecke, 1968
- Kleingärten. Analyse des Braunschweiger Kleingartenwesens (= Braunschweig. Schriften der Stadt Braunschweig zur kommunalen Planung, Hef 12), Braunschweig: Stadt Braunschweig, 1974
- Kaspar Klaffke, Dietrich Weise: Hermann-Löns-Park Hannover, Hrsg.: Landeshauptstadt Hannover, Der Oberstadtdirektor, Grünflächenamt in Zusammenarbeit mit dem Presse- und Informationsamt, Hannover: Grünflächenamt, 1993
- Kaspar Klaffke, Gesa Klaffke-Lobsien: Hannover - Stadt der Gärten. Gärten einer Stadt, 1. Auflage, Seelze-Velber: Kallmeyer, 2000, ISBN 978-3-7800-5265-0 und ISBN 3-7800-5265-2; Inhaltsverzeichnis
  - Hannover - city of gardens. The gardens of a city (in englischer Sprache), 1. printing, Seelze-Velber: Kallmeyer, 2000, ISBN 978-3-7800-5266-7 und ISBN 3-7800-5266-0
- Swantje Duthweiler, Peter Gauditz: Die offene Pforte. Gärten in und um Hannover, Hrsg. von Kaspar Klaffke und Peter Hübotter. Mit englischen Übersetzungen der Einführungs-Kapitel und englischen Kurztexten zu den Gärten, Stuttgart: Ulmer, 2000, ISBN 978-3-8001-6690-9
- Kaspar Klaffke, Gesa Klaffke-Lobsien, Thomas Langreder: Streifzüge durch die Gartenregion Hannover, Rostock: Hinstorff, 2009, ISBN 978-3-356-01304-7; Inhaltsverzeichnis
- Gesa Klaffke-Lobsien, Kaspar Klaffke (Text), Jutta Alms (Fotos): GartenLeben in der Alten Gärtnerei, zweite Auflage, Springe: zu Klampen, 2017, ISBN 978-3-86674-549-0 und ISBN 3-86674-549-4; Inhaltstext und Inhaltsverzeichnis